# Rzecznik Praw Ucznia
Rzecznik Praw Ucznia, Rzecznik Praw Uczniowskich – instytucja powołana do nadzoru nad przestrzeganiem praw ucznia i ich egzekwowania, a także do rozwiązywania konfliktów pomiędzy nauczycielami a uczniami. 

## Zadania
Do zadań rzecznika praw ucznia należą m.in.: reagowanie na naruszenie praw ucznia zawartych w statucie szkoły oraz mediacja na linii uczeń-uczeń i uczeń-nauczyciel. W ministerialnym projekcie utworzenia Rzecznika Praw Uczniowskich do jego zadań zaliczono m.in.: badanie naruszeń praw ucznia na miejscu i prawo do żądania złożenia wyjaśnień w sytuacjach konfliktowych, promocję praw uczniowskich na terenie kraju i koordynowanie prac rzeczników wojewódzkich. 

## Starania o powołanie
W polskim ustawodawstwie nie istnieją jasne uwarunkowania dotyczące procedur tworzenia w placówkach Rzecznika Praw Ucznia. Instytucja ta była jednak tworzona oddolnie przez organy samorządu czy same szkoły. Swojego rzecznika praw ucznia powołały m.in. Kraków, Białystok, Warszawa czy województwo lubelskie. Według przeprowadzanych ankiet około 2019 roku instytucja taka funkcjonowała w od 20 do 35 procent szkół. W zależności od placówki funkcję tę pełni uczeń lub nauczyciel. 
W 2019 roku z apelem do kuratorów oświaty o powołanie w każdym województwie rzecznika praw ucznia zwrócił się ówczesny Rzecznik Praw Dziecka Mikołaj Pawlak. W 2024 roku Ministerstwo Edukacji Narodowej zapowiedziało utworzenie krajowego, powoływanego przez Ministra Edukacji Narodowej, Rzecznika Praw Uczniowskich. Ministerialny projekt ponadto uprawnia jednostki samorządu terytorialnego do powoływania własnych rzeczników praw uczniowskich, jednak kreacja takich rzeczników ma w założeniu nie być obligatoryjna; projekt zakłada również stworzenie funkcji rzecznika w każdej szkole, gdzie funkcję tę ma pełnić jeden z nauczycieli powołany przez radę szkoły.